# Ламанов, Андрей Александрович
Андрей Александрович Лама́нов (со слов пилота правильное произношение фамилии: Ла́манов) — капитан самолёта Ту-154 МАП АК «АЛРОСА», Республика Саха (Якутия).После вывода из эксплуатации ТУ-154 завершил летную карьеру. Член высшего совета партии "Единая Россия". Освоенные типы  воздушных судов: Як-18Т, Ан-24, Як-40, Ту-154.

## Биография
Родился 10 мая 1967 года в городе Кустанай ныне Костанайской области Республики Казахстан в семье лётчика. Русский. Отец отлетал 36 лет и сейчас работает начальником штаба гражданской обороны Костанайского аэропорта. Окончив в 1984 году среднюю школу, он пошёл по стопам отца и поступил в лётное училище.
В 1988 году окончил Актюбинское высшее лётное училище гражданской авиации (ныне — Военный институт сил воздушной обороны) по специальности «инженер-пилот». По распределению вернулся в родной Костанай, летал на Ан-24. Здесь же получил путёвку в большую авиацию — переучился на Ту-154, выполнял международные рейсы. Затем был переведён в Москву, работал в компании Внуковские авиалинии, позднее в Мирнинском авиапредприятии АК «Алроса» в 5-м лётном отряде командиром экипажа Ту-154. К сентябрю 2010 года пилот высшей категории А. А. Ламанов имел 10500 часов налёта.

## Аварийная посадка в Ижме
7 сентября самолёт Ту-154 выполнял полёт по маршруту Полярный — Москва (рейс № 516). В штатном режиме он занимает достаточно длительное время, 10 часов, поэтому в экипаже присутствуют два капитана, сменяющих друг друга в процессе полёта — А. А. Ламанов и Е. Г. Новосёлов. Через 3 часа полёта на высоте 10,6 км в результате отказа системы бортового электропитания (полный отказ сразу трех электрогенераторов) важнейшие системы лайнера оказались обесточены. Перестали работать: автопилот, навигационное оборудование, радиосвязь; в кабине пилотов отключились все основные приборы; прекратили работу электрические насосы, обеспечивающие подачу топлива к двигателям. В работе остался единственный дублирующий указатель скорости. Двигатели работали нормально, но оперативного запаса топлива оставалось только на 30 минут полёта.
Экипаж решил произвести вынужденную посадку самолёта в закрытом для использования аэропорту Ижма (Республика Коми) на заброшенную взлётно-посадочную полосу, которую они случайно увидели с высоты 3000 м. После посадки самолёт выкатился на 160 м в лес (в кустарник) за пределы короткой посадочной полосы, не предназначенной для приёма больших самолётов и более 10 лет вообще не эксплуатировавшейся, но добровольно поддерживавшейся местным начальником вертолётной площадки Сергеем Сотниковым в удовлетворительном состоянии. Благодаря самоотверженной работе экипажа, грамотным действиям и мужеству пилотов (в командироском кресле находился КВС Ламанов А.А,который пилотировал ВС, принимал решение о посадке и благополучно её произвел), а также поддерживаемому Сотниковым хорошему состоянию аэродрома, были спасены жизни 72 пассажиров и 9 членов экипажа. Впоследствии, пассажиры данного авиарейса обратились к Президенту РФ с просьбой наградить членов экипажа.
Указом Президента Российской Федерации № 1217 от 8 октября 2010 года за мужество и героизм, проявленные при исполнении служебного долга в экстремальных условиях, 
командиру Ламанову Андрею Александровичу присвоено звание Героя Российской Федерации с вручением знака особого отличия — медали «Золотая Звезда».
Тем же Указом это высокое звание было присвоено и командиру, капитану Е. Г. Новосёлову. Остальные члены экипажа (бортпроводники, бортинженер и штурман) были награждены орденами Мужества.
Происшествию было уделено внимание всеми основными российскими телеканалами и информационными агентствами.
29 сентября 2018 года Ту-154М с бортовым номером RA-85684 выполнил свой последний пассажирский рейс под символичным номером 684, сделав приветственный проход над толмачевской полосой. В заключительном полете за командирским штурвалом находился Герой России Андрей Ламанов.
В городе Новосибирск самолет будет установлен в качестве памятника в музее авиации аэропорта Толмачёво.
После вывода из эксплуатации последнего Ту-154 в Мирнинском авиапредприятии АК «Алроса» в Январе 2021 года завершил лётную карьеру. На начало 2021 года имел налет около 15000 лётных часов.
По состоянию на 2022 год А.А. Ламанов работал в Москве в центре Легенда Аэро на Авиатренажере Ту-154 в качестве летчика-инструктора.